# برایان مورفی (بازیگر)
برایان مورفی (انگلیسی: Brian Murphy؛ ۲۵ سپتامبر ۱۹۳۲ – ۲ فوریهٔ ۲۰۲۵) هنرپیشه اهل انگلستان بود. وی بین سال‌های ۱۹۶۰ و ۲۰۲۵ میلادی مشغول فعالیت بود.
از فیلم‌ها یا برنامه‌های تلویزیونی که وی در آن نقش داشته‌است، می‌توان به شیاطین و در انتهای دوران میانسالی اشاره کرد.